# Hadiboh
 (février 2025).
Hadiboh (en arabe : حاديبو, ḥādībū), anciennement connue comme Tamrida (تمريدة, tamrīdah), est la plus grande ville de l'île de Socotra située au large du Yémen. La ville compte environ 10 000 habitants et est un important point de passage dans le golfe d'Aden.

## Situation géographique
Hadiboh est située sur la côte nord de l'île de Socotra, à peu près à mi-chemin de ses deux extrémités. La terre yéménite la plus proche est distante de 380 km au nord-ouest, Al Ghaydah étant à 450 km. Le cap Gardafui, pointe de la Corne de l'Afrique en Somalie, n'est distant que de 300 km au sud-ouest. La ville occupe un espace stratégique en plein milieu du golfe d'Aden.
Hadiboh est le chef-lieu de l'un des deux districts (ar) de Socotra. Le village de Qadub est situé à 6 km à l'ouest, l'aéroport de Socotra à 10 km.

## Activités économiques
La ville étant un point de passage sur la route commerciale de la mer Rouge, la principale activité économique est donc le commerce maritime. La pêche génère, elle aussi, un rendement important.